# Западноафриканский филин
Западноафриканский филин, или пепельный филин (лат. Ketupa leucosticta) — вид птиц рода рыбные филины, обитающий в Западной и Центральной Африке.

## Описание
Западноафриканский филин — один из небольших филинов. Имеет красновато-коричневую голову, верхняя часть тела — бледная с тёмно-коричневыми полосами на крыльях и спине. Глаза бледно-жёлтые. Верхняя часть груди светлая, красновато-коричневая и отмечена тёмными полосами, а нижняя часть груди, брюхо — белые с красновато-коричневым узором и большими черноватыми пятнами. У молодых особей беловатые голова и тело с красновато-коричневой полосой и коричневыми крыльями и хвостом.
Отличительной особенностью этого небольшого (40—46 см) филина являются крупные перьевые ушки и жёлтые глаза, не встречающиеся у других птиц из этого региона.
Западноафриканский филин обитает в тропических лесах Центральной Африки. В отличие от других птиц своего рода имеет сравнительно маленькие и слабые когти, поэтому его рацион в основном состоит из крупных насекомых, таких как сверчки, жуки и тараканы. Предположительно, откладывает яйца в период с ноября по январь. Часто гнездится на земле.